# Belsunce Breakdown
Pour les articles homonymes, voir Belsunce.
Pistes de Comme un aimant
Riding in my car
(20)
Belsunce Breakdown est une chanson créée en 2000 par Bouga faisant partie de la bande originale du film Comme un aimant.
Elle évoque le quartier Belsunce à Marseille.

« …Tout part et vient d'ici. Tu contestes ? Prépare ton testament gars. Belsunce, fleuron des quartiers phocéens. Coincés entre la gare et le vieux port, on n'est pas les plus à plaindre. À domicile comme à l'extérieur, on sévit sur les cafards comme le Baygon. »

— Bouga, Belsunce Breakdown, B.O.
C'est Akhenaton de IAM qui a composé la musique.
C'est Freeman qui en fait le refrain « D'où j'sors, d'une ronde, Belsunce Breakdown ».
En 2020, un remix est publié par L.B. One qui fait revivre la musique sous un genre électro house.